# Трансмиссионная линия
Трансмиссионная линия в акустике — акустическая система, использующая энергию обратной стороны диффузора динамика. Как известно, задняя или обратная сторона динамической головки воспроизводит такую же звуковую волну, как и передняя, но развёрнутую на 180 градусов. Задача трансмиссионной линии развернуть обратную волну от динамика на 180 градусов для той частоты звукового сигнала который нужно увеличить за счет сложения звуковых волн от передней и задней стороны диффузора динамика. Разворот волны с запаздыванием на 180 градусов происходит следующим образом: звуковая волна проходит по акустическому лабиринту длинна которого чаще равна одной четверти длины звуковой волны, требующей усиления, а остальное расстояние равное четверти той же волны звук проходит вне акустической системы до сложения с волной от передней части диффузора. Если расстояние, которое звук преодолеет по акустическому лабиринту является постоянной и известной величиной, то расстояние, которое звук проходит вне акустической системы от выхода из лабиринта до передней стороны диффузора, зависит от нескольких факторов: это частота звуковой волны, расстояние от выхода из лабиринта и условия огибания волны препятствий (дифракция звуковой волны).
Как известно, большие звуковые волны (басовые низкие частоты) хорошо огибают предметы, такие как акустическая система, размеры которой на порядок меньше самой длинны волны, поэтому можно предположить, что эти волны будут проходить по самому короткому пути до их встречи и сложения (интерференция) с волной от передней стороны диффузора. В то же время более  высокочастотные звуки распространяются по прямой, как нам кажется, из-за малой длины волны и не способны так огибать предметы, как это делают длинные звуковые волны. Звуковые волны разной частоты по разному проходят путь от выходного порта трансмиссионной линии до встречи и сложения с волной от передней стороны диффузора динамика в зависимости от расположения выходного порта (имеется в виду переднее, заднее или другое расположение), поэтому расчеты трансмиссионной линии пока очень сложны если не сказать невозможны. Чаще всего разработчики акустического оформления "Трансмиссионная линия" находят размеры акустических систем эмпирическим способом, т.е. методом проб и ошибок.